# Savate défense
La savate défense est une discipline d'auto-défense. Elle est appelée aussi la "savate bâton défense" (son nom fédéral jusqu'à l'assemblée générale de 2020 où le terme "bâton" a été retiré pour ne pas créer de confusion avec le CNCCB et aussi du fait que l'usage sur la voie publique du bâton à poignée est réservée aux forces de l'ordre), ou encore juste la "défense". Elle est la forme originelle de la "savate", quand les "bourgeois" allaient dans les salles d'armes parisiennes pour apprendre avec Michel Pisseux et consort des techniques pour se défendre face aux "Apaches" des Buttes Chaumont armés d'escogriffe. À l'époque les enseignants étaient des maîtres d'armes qui pratiquaient l'escrime, la boxe, la lutte parisienne et le bâton français. Maître Charlemont n'avait pas encore codifié ce qui allait devenir une pratique sportive issue d'un art de la rue.
Même si elle s'appuie sur les coups de savate boxe française ainsi que la Lutte parisienne (des prises et des clés permettant de neutraliser un adversaire, ainsi que des coups de pied et de poing interdits en compétition de savate) ; elle a intégré au fur et à mesure des années des techniques d'étranglement, de soumission, de percussions etc. qui se retrouvent dans d'autres pratiques martiales. Cette pratique est en perpétuelle évolution, cherchant toujours l'efficacité (une des valeurs de sa fédération d'appartenance). La commission savate bâton défense,  actuellement présidée par José Pinheiro, propose des évolutions tous les ans ; évolutions qui sont expérimentées en clubs ou lors de l'Université d'Eté d'Août à Sainte Tulle (04220). Des prises au sol sont également autorisées. Toutes les techniques sont codifiés et elle est une discipline associée de la fédération française de savate boxe française (FFSBF & D.A). Elle s'appuie aussi sur l'art du déplacement qui est la "marque" de fabrique de la savate boxe française dans les sports de combat. Elle a aussi pour principe de respecter la loi sur légitime défense française. Si toutes les techniques sont autorisées, elles le sont si elles s'inscrivent dans le cadre de la réglementation française.
L'enseignement repose sur la notion de "partenaire d'entraînement", "partenaire d'agression" et des mises en situation scénarisées, avec éventuellement une tenue "d'atténuateur d'impacts". Il est recherché un certain réalisme sur les situations "d'agression". Lors des stages, il n'est pas rare de se retrouver en extérieur, dans des bâtiments autres que des salles de sport, des parkings, la rue, etc. Les mises à situation peuvent avoir lieu la nuit, en forêt, etc. Les pratiquants expérimentent leurs réactions face à des personnes armées, sous l'effet de stupéfiants ou d'alcool (en simulation bien sûr). Les pratiquants apprennent aussi à utiliser le bâton à poignée (tonfa) d'où le nom de savate bâton défense. Ils utilisent donc des accessoires dit "armes par destination".
Extrait du site fédéral de la FFSBF & D.A :
"La Savate Bâton Défense est une forme de pratique dont le but est de permettre l'apprentissage des techniques visant à développer une compétence d'auto-défense.
Le partenaire d'entraînement prépare l'élève en Savate Bâton Défense à se confronter à une agression proche de la réalité ; celle-ci pouvant être éloignée de la situation d'entraînement et de la progression technique apprise en salle.
Certes les  techniques sont indispensables pour intégrer les fondamentaux biomécaniques mis en jeu entre l'attaque et l'organisation défensive. Elles permettent de faire les premiers pas et de progresser dans la connaissance de la gestuelle permettant de répondre à une attaque en saisie ou en percussion.
La Savate Bâton Défense nécessite de savoir s'organiser au mieux face à une agression. Cette organisation reste toujours défensive, c'est-à-dire s'inscrit obligatoirement dans le cadre de la légitime défense[réf. nécessaire]. Ainsi, la Savate Bâton Défense se doit de faire travailler le discernement dans la riposte, étant entendu que cette riposte doit être toujours proportionnée à l'attaque. En conséquence il est nécessaire de créer un espace de travail proche de la situation réelle d'agression."

Elle a été conçue en 1995 par la commission de savate défense (bien que la majorité des techniques ai déjà été codifiée plusieurs fois depuis le XIVe siècle), dirigée à l'époque par messieurs Jean Michel Reymond et Marc Brégère. Eric Quequet en assura la responsabilité technique pendant 10 ans (1995 à 2005).